# Cornelius Hauptmann

Cornelius Hauptmann

Cornelius Hauptmann (* 14. Juni 1951 in Stuttgart) ist ein deutscher Opern- und Konzertsänger (Bass).

## Leben
Hauptmann studierte an der Musikhochschule Stuttgart. Dort legte er 1982 seine Bühnenreifeprüfung ab und erwarb – als Schüler von Jakob Stämpfli – an der Musikhochschule Bern das Solistendiplom. Meisterkurse besuchte er bei Dietrich Fischer-Dieskau, Hans Hotter und Elisabeth Schwarzkopf, die ihn 24 Jahre lang betreute. Auch Eric Tappy trug wesentlich zu seiner künstlerischen Entwicklung bei – davon zeugen zahlreiche Preise und Auszeichnungen bei internationalen Gesangswettbewerben. Hauptmann war auch Stipendiat der Herbert-von-Karajan-Stiftung.
Hauptmann debütierte 1982 am Staatstheater Stuttgart und war bis 1989 Mitglied der Opernhäuser in Heidelberg und Karlsruhe.
Als freiberuflicher Konzert- und Opernsänger gastierte er – vornehmlich in Mozartopern – in München, Leipzig, Orléans, Paris (Bastille und Châtelet), Lissabon, Madrid, Lyon, Berlin (Deutsche Oper), Amsterdam, Zürich, Wien (Volksoper) etc. unter Dirigenten wie Gardiner, Hollreiser, Mehta, Haenchen, Nagano, Piollet, Marriner und anderen.
Vor allem im Konzertbereich machte sich Hauptmann einen Namen unter Dirigenten wie Bernius, Bernstein, Bertini, Boulez, Corboz, Gardiner, Rilling, Harnoncourt, Hogwood, Masur, V. Neumann, Tilson Thomas, Welser-Möst, Sigiswald Kuijken, Cao und anderen.
Cornelius Hauptmann unterrichtet neben Privatschülern Gesang in Meisterkursen und ist Jurymitglied bei verschiedenen Gesangswettbewerben.
Als Mitglied des Vorstandes der Internationalen Hugo-Wolf-Akademie Stuttgart initiierte Cornelius Hauptmann das Wiegenliederprojekt, bei dem 52 Liedsängerinnen und -sänger mit deutschen Sprachwurzeln 52 Wiegen- und Schlaflieder singen. Dieses Projekt wird seit Oktober 2008 vom Stuttgarter Carus-Verlag und vom SWR produziert und von Hauptmann als künstlerischem Leiter betreut. Von Dezember 2009 an sendeten der SWR und weitere angeschlossene Rundfunkanstalten ein Jahr lang wöchentlich ein neues Wiegenlied, es erschienen zwei CDs und begleitende Bücher. Unterstützt wurde dieses Benefizprojekt (Stiftung „Herzenssache“) von der damaligen Bundeskanzlerin Angela Merkel als Schirmherrin und von den Verlagen Reclam und Die Zeit. Seit 2010 wird das Projekt mit Volksliedern weitergeführt, seit 2011 mit Kinderliedern. Weihnachtslieder erschienen im Herbst 2012.
Für dieses Projekt wurde Cornelius Hauptmann im Dezember 2011 von der Stiftung „Singen mit Kindern“ mit dem „Gräfin-Sonja-Gedächtnispreis“ durch Graf Christian Bernadotte auf der Insel Mainau ausgezeichnet.
Seit August 2012 bis Juni 2024 war Cornelius Hauptmann Vorstandsvorsitzender des Deutschen Tonkünstlerverbandes Baden-Württemberg und war von April 2014 bis September 2021 Präsident des Deutschen Tonkünstlerverbandes DTKV.

## Diskographie
Hauptmann veröffentlichte zahlreiche CDs: Passionen von Bach, Messen und Opern von Mozart, Schumanns Das Paradies und die Peri (Gardiner/DG), Monteverdi, Mendelssohn, Schütz, Schubert (Bernius/Carus); Haydns Stabat mater (Pinnock/DG); Oedipe von Enescu (Foster/EMI); Mozarts Zauberflöte (Norrington/EMI und Kuijken/Bayer); Beethovens Missa solemnis (Herreweghe/harmonia mundi); Mozarts Requiem und c-Moll-Messe (Bernstein/DG), sowie zahlreiche weitere Einspielungen.
Sein besonderes Interesse gilt dem deutschen Lied. Dazu gehören Aufnahmen mit Liedern von Loewe, Schubert, Silcher, Mozart und Hoffmeister.
Die frühesten Werke, auf denen er zu hören ist, sind die LPs Eulenspygel 2 (1971) und Ausschuß (1972) der Gruppe Eulenspygel, wo er u. a. Flöte und Saxophon spielte.